# The Great War (album Sabatonu)
The Great War – dziewiąty album koncepcyjny szwedzkiego zespołu Sabaton, wydany 19 lipca 2019 roku. Wszystkie utwory opowiadają o I wojnie światowej.
Płyta uzyskała w Polsce status złotej płyty.

## Lista utworów
| CD (edycja regularna) | CD (edycja regularna)                | CD (edycja regularna)                                               | CD (edycja regularna) |
| Nr                    | Tytuł utworu                         | Inspiracja                                                          | Długość               |
| --------------------- | ------------------------------------ | ------------------------------------------------------------------- | --------------------- |
| 1.                    | „The Future of Warfare”              | Użycie czołgów w bitwie nad Sommą                                   | 3:26                  |
| 2.                    | „Seven Pillars of Wisdom”            | Thomas E. Lawrence (Lawrence z Arabii)                              | 3:02                  |
| 3.                    | „82nd All the Way”                   | Alvin York                                                          | 3:31                  |
| 4.                    | „The Attack of the Dead Men”         | Atak umarłych                                                       | 3:56                  |
| 5.                    | „Devil Dogs”                         | U.S. Marines w bitwie o Belleau Wood                                | 3:17                  |
| 6.                    | „The Red Baron”                      | Manfred von Richthofen                                              | 3:22                  |
| 7.                    | „Great War”                          | Polegli w I wojnie światowej, nawiązanie do bitwy pod Passchendaele | 4:28                  |
| 8.                    | „A Ghost in the Trenches”            | Francis Pegahmagabow                                                | 3:26                  |
| 9.                    | „Fields of Verdun”                   | Bitwa pod Verdun                                                    | 3:17                  |
| 10.                   | „The End of the War to End All Wars” | Straty i skutki I wojny światowej                                   | 4:45                  |
| 11.                   | „In Flanders Fields”                 | Wiersz Johna McCrae                                                 | 1:57                  |
|                       |                                      |                                                                     | 38:27                 |